# Вікерем-Манор-Фішер (Пенсільванія)
Вікерем-Манор-Фішер (англ. Wickerham Manor-Fisher) — переписна місцевість (CDP) в США, в окрузі Вашингтон штату Пенсільванія. Населення — 1825 осіб (2020).

## Географія
Вікерем-Манор-Фішер розташований за координатами 40°10′38″ пн. ш. 79°54′25″ зх. д. / 40.17722° пн. ш. 79.90694° зх. д. (40.177274, -79.907038).  За даними Бюро перепису населення США в 2010 році переписна місцевість мала площу 5,57 км², уся площа — суходіл.

## Демографія
Згідно з переписом 2010 року, у переписній місцевості мешкало 1728 осіб у 712 домогосподарствах у складі 477 родин. Густота населення становила 310 осіб/км².  Було 742 помешкання (133/км²).
Расовий склад населення:
| - 97,6 % — білих - 0,8 % — чорних або афроамериканців - 0,4 % — азіатів |

До двох чи більше рас належало 0,9 %. Частка іспаномовних становила 0,7 % від усіх жителів.
За віковим діапазоном населення розподілялося таким чином: 15,2 % — особи молодші 18 років, 53,4 % — особи у віці 18—64 років, 31,4 % — особи у віці 65 років та старші. Медіана віку мешканця становила 53,6 року. На 100 осіб жіночої статі у переписній місцевості припадало 83,8 чоловіків;  на 100 жінок у віці від 18 років та старших — 78,2 чоловіків також старших 18 років.
Середній дохід на одне домашнє господарство  становив 89 972 долари США (медіана — 62 750), а середній дохід на одну сім'ю — 92 119 доларів (медіана — 86 544). Медіана доходів становила 63 284 долари для чоловіків та 50 577 доларів для жінок. За межею бідності перебувало 1,7 % осіб, у тому числі 0,0 % дітей у віці до 18 років та 7,0 % осіб у віці 65 років та старших.
Цивільне працевлаштоване населення становило 1141 особа. Основні галузі зайнятості: освіта, охорона здоров'я та соціальна допомога — 29,6 %, виробництво — 13,2 %, будівництво — 11,4 %, фінанси, страхування та нерухомість — 10,6 %.